# Tanzila Khan
Tanzila Khan   (Sialkot, 1986) és una activista pakistanesa pels drets de les persones discapacitades, autora, oradora motivacional i fundadora de Girlythings, una aplicació mòbil que proporciona compreses a dones amb discapacitat. Khan se centra en la sensibilització i l’accés a la salut reproductiva i l'educació, especialment per a les persones amb discapacitat. Ha escrit diversos llibres sobre el tema, a més de fer discursos públics i seminaris. També treballa per desestigmatitzar les persones discapacitades al Pakistan.
Khan va néixer amb una discapacitat funcional que l'ha fet créixer en una cadira de rodes. Durant la seva joventut, va dirigir una producció de La Família Addams Rendezvous. Posteriorment, va treballar per a un campament juvenil per a canvis mundials i per a una Cimera sobre Activisme Juvenil, dissenyant diversos tallers. Posteriorment, tornaria a visitar el teatre "Teatre del tabú", un mòdul de formació sobre salut i drets sexuals i reproductius i qüestions relacionades.
Khan va publicar el seu primer llibre amb només 16 anys, utilitzant els ingressos per finançar projectes comunitaris a la seva àrea. Ha escrit les següents obres:
- Una història de Mèxic
- La situació perfecta: Dolços setze

A causa del tabú menstrual endèmic, l'accés a productes d'higiene femenina no és fiable al Pakistan. Khan va crear l'empresa de compreses Girly Things PK per posar a disposició de totes les dones del Pakistan, lliurant-ne a les dones a casa i en situació urgent, a mode de banc d'aliments. Els kits inclouen "roba interior d'un sol ús, tres compreses i un lleva-taques". Khan explica una experiència personal mentre feia encàrrecs: les botigues no eren accessibles per a usuaris de cadires de rodes com ella mentre li baixava la regla. La companyia també té com a objectiu expandir-se fins a oferir anticonceptius i altres productes que les dones podrien trobar incòmodes de comprar a les botigues, incloses les fundes de seients del vàter i les cremes depilatòries.

## Reconeixements
Khan ha guanyat els següents premis pel seu activisme:
- Young Connector of the Future (Institut Suec)
- Líder jove (Women Delivery)
- Premi Khadija tul Kubra (premi nacional)
- Campió juvenil a Rise Up (Fundació Packard)
- Six-two 35 Under 35 Changemaker del 2018[6]